# Faktorei Blankenburg

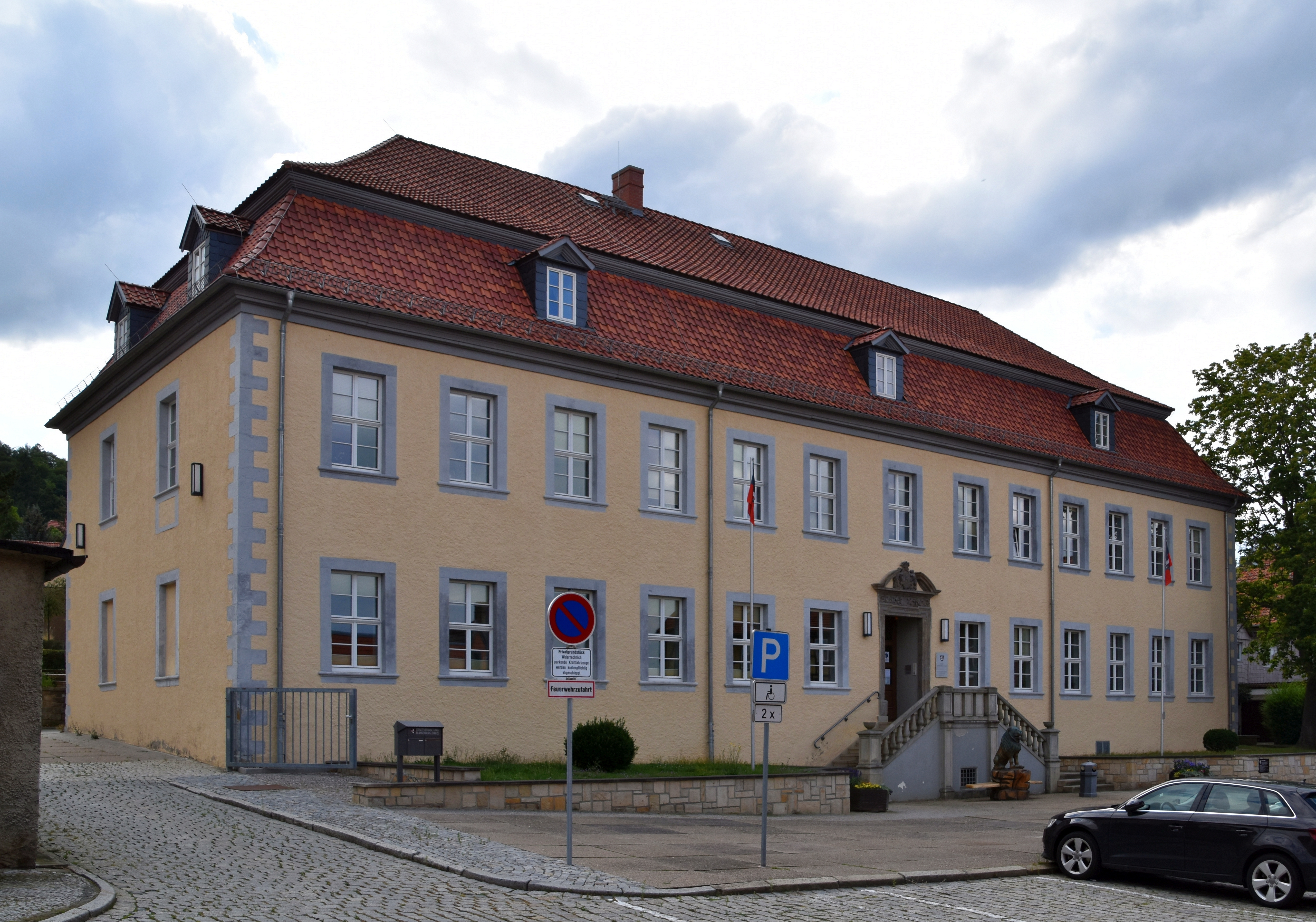
Vorderansicht (2020)

Die Faktorei Blankenburg ist ein ehemaliges Herrenhaus in Blankenburg (Harz) im Landkreis Harz in Sachsen-Anhalt mit der Adresse Harzstraße 3.

## Gebäude
Das Haus ist ein verputzter zweigeschossiger Bau mit Ecken aus Quadern und Mansardendach und liegt zwischen der heutigen Harzstraße (seit dem 15. Jh. bis 1865 Judenstraße) und der Vincentstraße. Die Längsseiten des großzügigen Baus umfassen dreizehn Achsen. Die Kartusche über der Tür, zu der eine doppelläufige Treppe hinaufführt, zeigt zwei Bären, die das Wappen von Drost Schlüter (eine schlüsseltragende Hand) halten mit der unteren Jahreszahl 1717. Das Herrenhaus bildete früher zusammen mit Wirtschaftsgebäuden und Stallungen eine Einheit. Auf einer Brandkassenskizze von 1753 (Wertschätzung für den gesamten Hof zu der Zeit: 4.000 Taler) ist neben dem Hauptgebäude (Wohn-Hauß) auf dem Hof noch das Kleine Haus, der Heu-Stall, der Kornboden, der Flügel, das Wagen-Schauer, die Scheuer und in der Mitte der Tauben-Meiler (Taubenhaus) genannt und eingezeichnet.

## Geschichte

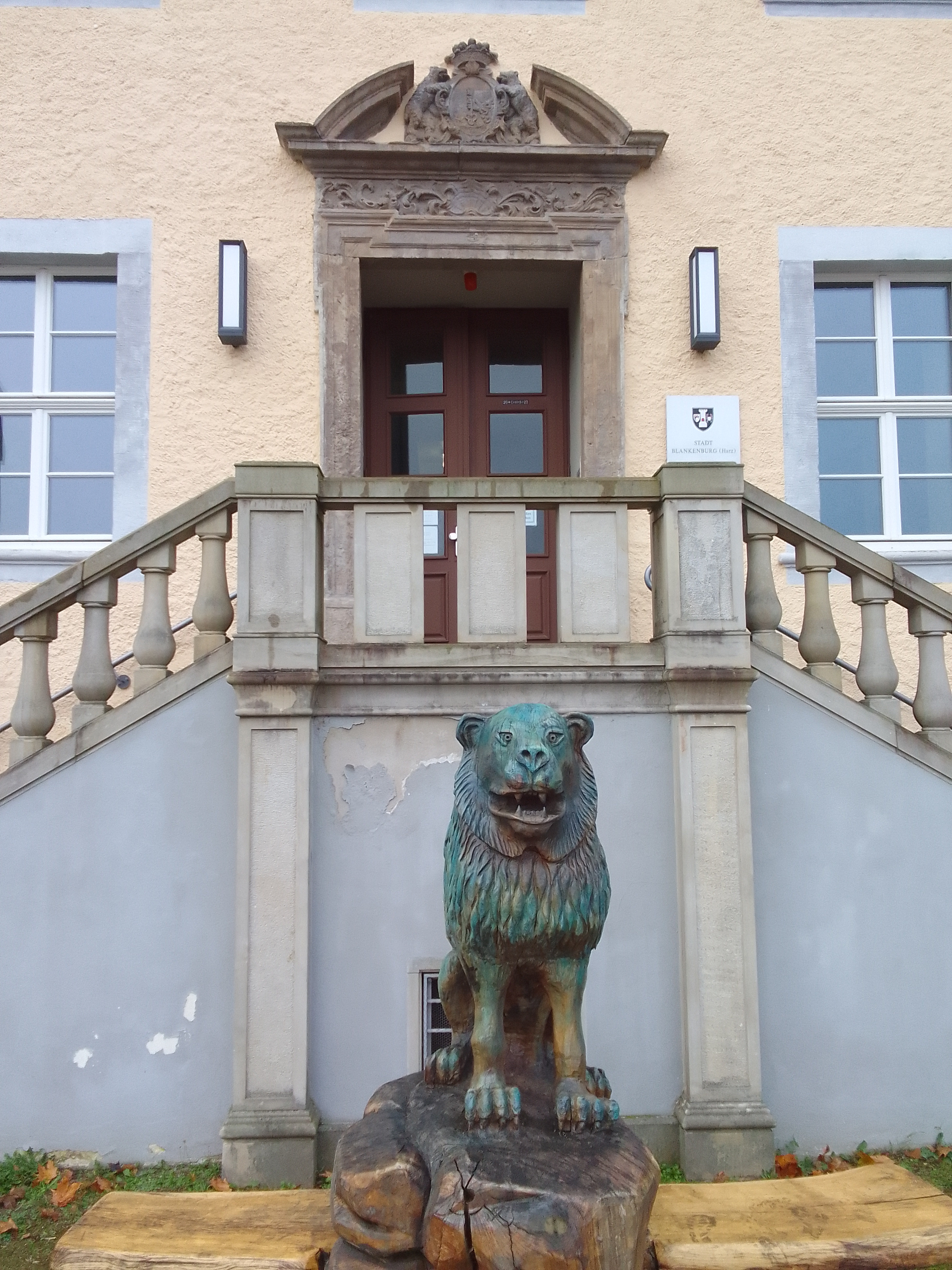
Treppe mit Eingangsportal (2024)

Ursprünglich soll das Gelände um das jetzige Haus ein herzoglicher Jagdhof gewesen sein. Später erwirbt der herzogliche Oberjägermeister Engel von Henning († 1681) das Gelände mit mittlerweile 2 Höfen (inklusive Ackerland im Umfeld und der Birkentalmühle bei Blankenburg) zwischen der Harzstraße und der Vincentstraße und kombiniert beide Höfe zu einem Wirtschaftshof. Hennings Sohn Hofmarschall Rudolf Anton beauftragte um 1715 die Errichtung eines neuen Gebäudes (nach Plänen des herzoglich-wolfenbüttelschen Hofbaumeisters Hermann Korb) auf dem Henningschen Gut. Da Rudolf Anton kurz danach stirbt, wird der Hof am 6. Februar 1717 vom Hofjuden Issachar Berend Lehmann aus Halberstadt den 4 Erben (Rudolf Antons Witwe Leonore Sophie von Gatenstedt und den 3 Töchtern Emilie Henriette, Hedwig Engel Charlotte und Sophie Antoinette) für 7.000 Taler mit herzoglichem Privileg abgekauft und baulich weitergeführt. Er wurde fortan Judenhof genannt. Landbesitz war Juden in Europa damals generell noch nicht erlaubt. Lehmann verdankte dieses Privileg guten Geschäftsverbindungen zu Herzog Ludwig Rudolf von Braunschweig und zusätzlichen 1.000 Talern, die er an den Herzog für die Kaufgenehmigung zahlte.
Nach Lehmanns Tod 1730 verkauft sein Sohn Moses Cosman (Kossmann) Lehmann (1713–1784) nach einigen Jahren Erbstreitigkeiten im Jahr 1741 den Hof gemeinsam an den Amtsverwalter Georg Bernhard Archenholtz (der den Hof bis dahin für 350 Taler jährlich gepachtet hatte) und den Blankenburger Brauherren Joachim Tobias Schröder für 13.000 Taler, welche zuvor beide die Erlaubnis bekommen hatten, die Hofteile danach einzeln zu veräußern. Das Gebäude mit Garten wird deshalb umgehend an Drost Johann Philipp Schlüter (um 1667–1743) verkauft, der schon viele Jahre vorher Interesse gemeldet hatte. Nach Schlüters Tod gelangte das Gebäude 1759 in fürstliche Hände. Es diente dann ab 1762 als Hochfürstliche Kammer (Verwaltung der herzoglichen Eisen- und Marmorindustrie) und Blankenburger Amtsstube (Gerichtsstube und Registratur des Justizamtes Blankenburg) mit der Bezeichnung Neue Faktorei. Danach wurde es 1832 zur herzoglichen Kreisdirektion. Heute beherbergt es Teile der Stadtverwaltung Blankenburg. Es wurden in neuerer Zeit auch noch Gebäude hintergebaut.
Im Denkmalverzeichnis des Landes Sachsen-Anhalt ist das Haus unter der Erfassungsnummer 094 01792 als Baudenkmal verzeichnet.